# Caapiranga
Caapiranga este un oraș în statul Amazonas (AM) din Brazilia.